# Senkyo (Titan)
Senkyo is een methaanzee op de Saturnusmaan Titan op 5°S 320°W en is vernoemd naar Senkyo, het Japanse paradijs. Er wordt gedacht dat deze regio's van Titan zeeën waren voordat ze droogvielen.
Senkyo is een van de slecht in kaart gebrachte gebieden op Titan. Ze wordt begrensd door de gebieden Belet in het oosten, Fensal en Aztlan in het oosten, en een naamloze landmassa in het zuiden. Ze wordt slechts van Belet gescheiden door een naamloze, nauwe kuststrook. 